# North Dorset
Il North Dorset era un distretto del Dorset, Inghilterra, Regno Unito, con sede a Blandford Forum.
Il distretto fu creato con il Local Government Act 1972, il 1º aprile 1974 dalla fusione dei municipal borough di Blandford Forum e Shaftesbury col Distretto rurale di Blandford, il Distretto rurale di Shaftesbury e il Distretto rurale di Sturminster. Fu eliminato nel 2019.

## Parrocchie civili
| - Anderson - Ashmore - Blandford Forum - Blandford St. Mary - Bourton - Bryanston - Buckhorn Weston - Cann - Charlton Marshall - Chettle - Child Okeford - Compton Abbas - Durweston - East Orchard - East Stour - Farnham - Fifehead Magdalen - Fifehead Neville - Fontmell Magna - Gillingham - Glanvilles Wootton - Hammoon - Hanford - Hazelbury Bryan - Hilton - Hinton St. Mary - Ibberton - Iwerne Courtney or Shroton - Iwerne Minster - Iwerne Stepleton - Kington Magna - Langton Long Blandford - Lydlinch - Manston - Mappowder - Margaret Marsh - Marnhull | - Melbury Abbas - Milborne St. Andrew - Milton Abbas - Motcombe - Okeford Fitzpaine - Pimperne - Pulham - Shaftesbury - Shillingstone - Silton - Spetisbury - Stalbridge - Stoke Wake - Stourpaine - Stour Provost - Stourton Caundle - Sturminster Newton - Sutton Waldron - Tarrant Crawford - Tarrant Gunville - Tarrant Hinton - Tarrant Keyneston - Tarrant Launceston - Tarrant Monkton - Tarrant Rawston - Tarrant Rushton - Todber - Turnworth - West Orchard - West Stour - Winterborne Clenston - Winterborne Houghton - Winterborne Kingston - Winterborne Stickland - Winterborne Whitechurch - Winterborne Zelston - Woolland |